# 1990 SP
5645 1990 SP eller 1990 SP är en asteroid i huvudbältet som upptäcktes den 20 september 1990 av den australiensiske astronomen Robert H. McNaught vid Siding Spring-observatoriet.
Asteroiden har en diameter på ungefär 1 kilometer och den tillhör asteroidgruppen Apollo.